# Ungerns Grand Prix 2003
Ungerns Grand Prix 2003 var det trettonde av 16 lopp ingående i formel 1-VM 2003.

## Resultat
1. Fernando Alonso, Renault, 10 poäng
2. Kimi Räikkönen, McLaren-Mercedes, 8
3. Juan Pablo Montoya, Williams-BMW, 6
4. Ralf Schumacher, Williams-BMW, 5
5. David Coulthard, McLaren-Mercedes, 4
6. Mark Webber, Jaguar-Cosworth, 3
7. Jarno Trulli, Renault, 2
8. Michael Schumacher, Ferrari, 1
9. Nick Heidfeld, Sauber-Petronas
10. Jenson Button, BAR-Honda
11. Cristiano da Matta, Toyota
12. Jos Verstappen, Minardi-Cosworth
13. Nicolas Kiesa, Minardi-Cosworth

### Förare som bröt loppet
- Heinz-Harald Frentzen, Sauber-Petronas (varv 47, bränslebrist)
- Justin Wilson, Jaguar-Cosworth (42, motor)
- Zsolt Baumgartner, Jordan-Ford  (34, motor)
- Olivier Panis, Toyota (33, växellåda)
- Giancarlo Fisichella, Jordan-Ford (28, motor)
- Rubens Barrichello, Ferrari (19, upphängning)
- Jacques Villeneuve, BAR-Honda (14, hydraulik)